# 로절린드
로절린드(Rosalind)는 프로그래밍을 통해 생물정보학을 가르치기 위한 웹 사이트이다. 생물학, 알고리즘, 프로그래밍과 관련된 지식을 응용하여 생물정보학과 관련된 다양한 문제를 풀 수 있다.
'로절린드'라는 이름은 영국의 생물물리학자 로절린드 프랭클린의 이름에서 따왔다. 로절린드 프랭클린이 X선 회절 방식으로 촬영한 '사진 51'은 프랜시스 크릭과 제임스 왓슨이 DNA의 구조를 입증하는데 핵심적인 역할을 했다.